# C'est la vie (singolo Khaled)
C'est la vie è un singolo del cantante algerino Khaled, pubblicato il 2 luglio 2012 come primo estratto dall'album omonimo.
La canzone è bilingue: contiene le strofe in darija (dialetto Maghrebino) e il ritornello in lingua francese.
Essa è stata scritta da Khaled, RedOne, Alex Papaconstantinou, Bilal Hajji e Björn Djupström.

## Classifiche
| Classifica (2012) | Posizione massima |
| ----------------- | ----------------- |
| Francia           | 4                 |

## Versione di Marc Anthony
Il cantante statunitense Marc Anthony ha realizzato una cover del brano in stile salsa e l'ha intitolata Vivir mi vida. Il brano è presente nell'album 3.0, uscito nel luglio 2013 e ha riscosso un grande successo internazionale, venendo certificato disco di diamante negli Stati Uniti nel 2015.